# Eckartswiller
Ne pas confondre avec Erckartswiller, commune du canton d'Ingwiller
Eckartswiller [ɛkaʁtsvilɛʁ] est une commune française située dans la circonscription administrative du Bas-Rhin et, depuis le 1er janvier 2021, dans le territoire de la Collectivité européenne d'Alsace, en région Grand Est.
Cette commune se trouve dans la région historique et culturelle d'Alsace et fait partie du parc naturel régional des Vosges du Nord.

## Géographie

### Localisation
Eckarstwiller, commune située sur le piémont des Vosges, se trouve à 3 km de Saverne.

### Géologie et relief
La commune se compose de 57,16 hectares de territoires artificialisés (4,67 %), 150,99 hectares de territoires agricoles (12,34 %) et 1 015,91 hectares de forêts et milieux semi-naturels (83,00 %).
Espaces naturels :
- Sept espaces protégés Natura 2000 :

Stampfthal,
Réserve de Biosphère, zone centrale,
Réserve de Biosphère, zone tampon, Vosges Du Nord,
Réserve de Biosphère, zone tampon, Moselle sud,
Réserve de Biosphère, zone de transition, Vosges Du Nord,
Réserve de Biosphère, zone de transition, Moselle sud,
Parc naturel régional.
- Deux espaces protégés hors Natura 2000 Vosges du Nord[12],[13],
- Deux zones naturelles d'intérêt écologique, faunistique et floristique (Znieff) :

Paysage de collines avec vergers du Pays de Hanau,
Forêts des plateaux gréseux des Vosges du Nord.

### Sismicité
Commune située dans une zone 3 de sismicité modérée.

### Hydrographie et les eaux souterraines
Hydrogéologie et climatologie : Système d’information pour la gestion de l’Aquifère rhénan, par le BRGM :
Territoire communal : Occupation du sol (Corinne Land Cover); Cours d'eau (BD Carthage),
Géologie : Carte géologique; Coupes géologiques et techniques,
 Hydrogéologie : Masses d'eau souterraine; BD Lisa; Cartes piézométriques.
La commune est dans le bassin versant du Rhin au sein du bassin Rhin-Meuse. Elle est drainée par la Zinsel du Sud, le ruisseau le Michelbach, le ruisseau le Nesselbach, le ruisseau Fond de Fouquet, le ruisseau le Fallbaechel, le ruisseau le Haspel et le ruisseau le Langthal,.
La Zinsel du Sud, d'une longueur totale de 30,9 km, prend sa source dans la commune de Wintersbourg et se jette  dans la Zorn à Steinbourg, après avoir traversé 15 communes. Les caractéristiques hydrologiques de la Zinsel du Sud sont données par la station hydrologique située sur la commune. Le débit moyen mensuel est de 0,879 m3/s. Le débit moyen journalier maximum est de 14,7 m3/s, atteint lors de la crue du 3 février 2020. Le débit instantané maximal est quant à lui de 24,1 m3/s, atteint le 4 mai 2013.

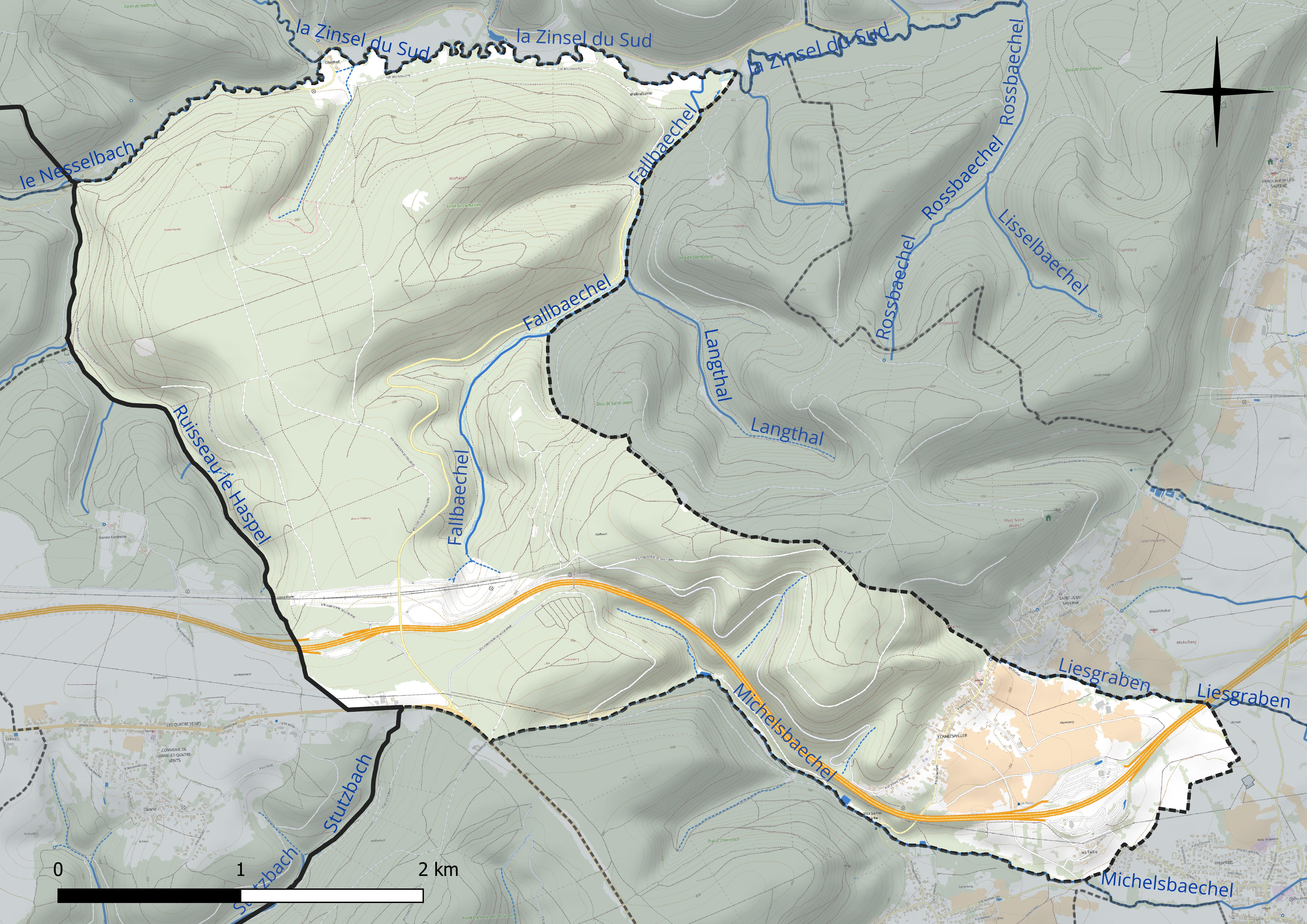
Réseau hydrographique d'Eckartswiller.

### Climat
Pour des articles plus généraux, voir Climat du Grand Est et Climat du Bas-Rhin.
En 2010, le climat de la commune est de type climat des marges montargnardes, selon une étude du Centre national de la recherche scientifique s'appuyant sur une série de données couvrant la période 1971-2000. En 2020, Météo-France publie une typologie des climats de la France métropolitaine dans laquelle la commune est exposée à un climat semi-continental et est dans la région climatique  Vosges, caractérisée par une pluviométrie très élevée (1 500 à 2 000 mm/an) en toutes saisons et un hiver rude (moins de 1 °C). 
Pour la période 1971-2000, la température annuelle moyenne est de 10,2 °C, avec une amplitude thermique annuelle de 17,5 °C. Le cumul annuel moyen de précipitations est de 890 mm, avec 11,5 jours de précipitations en janvier et 10,3 jours en juillet. Pour la période 1991-2020, la température moyenne annuelle observée sur la station météorologique de Météo-France la plus proche, « Wangenbourg_sapc », sur la commune de Wangenbourg-Engenthal à 16 km à vol d'oiseau, est de 9,9 °C et le cumul annuel moyen de précipitations est de 1 131,8 mm. 
La température maximale relevée sur cette station est de 36,4 °C, atteinte le 25 juillet 2019 ; la température minimale est de −16,9 °C, atteinte le 7 février 2012,,. 
Les paramètres climatiques de la commune ont été estimés pour le milieu du siècle (2041-2070) selon différents scénarios d'émission de gaz à effet de serre à partir des nouvelles projections climatiques de référence DRIAS-2020. Ils sont consultables sur un site dédié publié par Météo-France en novembre 2022.

### Communes limitrophes
|                       | Neuwiller-lès-Saverne | Saint-Jean-Saverne |
| Danne-et-Quatre-Vents | Eckarstwiller         |                    |
| Ottersthal            |                       | Monswiller         |

### Intercommunalité
Commune membre de la Communauté de communes du Pays de Saverne.

## Urbanisme

### Typologie
Au 1er janvier 2024, Eckartswiller est catégorisée ceinture urbaine, selon la nouvelle grille communale de densité à sept niveaux définie par l'Insee en 2022.
Elle appartient à l'unité urbaine de Saverne, une agglomération intra-départementale regroupant huit  communes, dont elle est une commune de la banlieue,,. Par ailleurs la commune fait partie de l'aire d'attraction de Strasbourg (partie française), dont elle est une commune de la couronne,. Cette aire, qui regroupe 268 communes, est catégorisée dans les aires de 700 000 habitants ou plus (hors Paris),.

### Occupation des sols
L'occupation des sols de la commune, telle qu'elle ressort de la base de données européenne d’occupation biophysique des sols Corine Land Cover (CLC), est marquée par l'importance des forêts et milieux semi-naturels (82,8 % en 2018), en diminution par rapport à 1990 (85,3 %). La répartition détaillée en 2018 est la suivante : 
forêts (82,8 %), cultures permanentes (6,9 %), prairies (5,7 %), zones urbanisées (2,6 %), zones industrielles ou commerciales et réseaux de communication (2,1 %). L'évolution de l’occupation des sols de la commune et de ses infrastructures peut être observée sur les différentes représentations cartographiques du territoire : la carte de Cassini (XVIIIe siècle), la carte d'état-major (1820-1866) et les cartes ou photos aériennes de l'IGN pour la période actuelle (1950 à aujourd'hui).

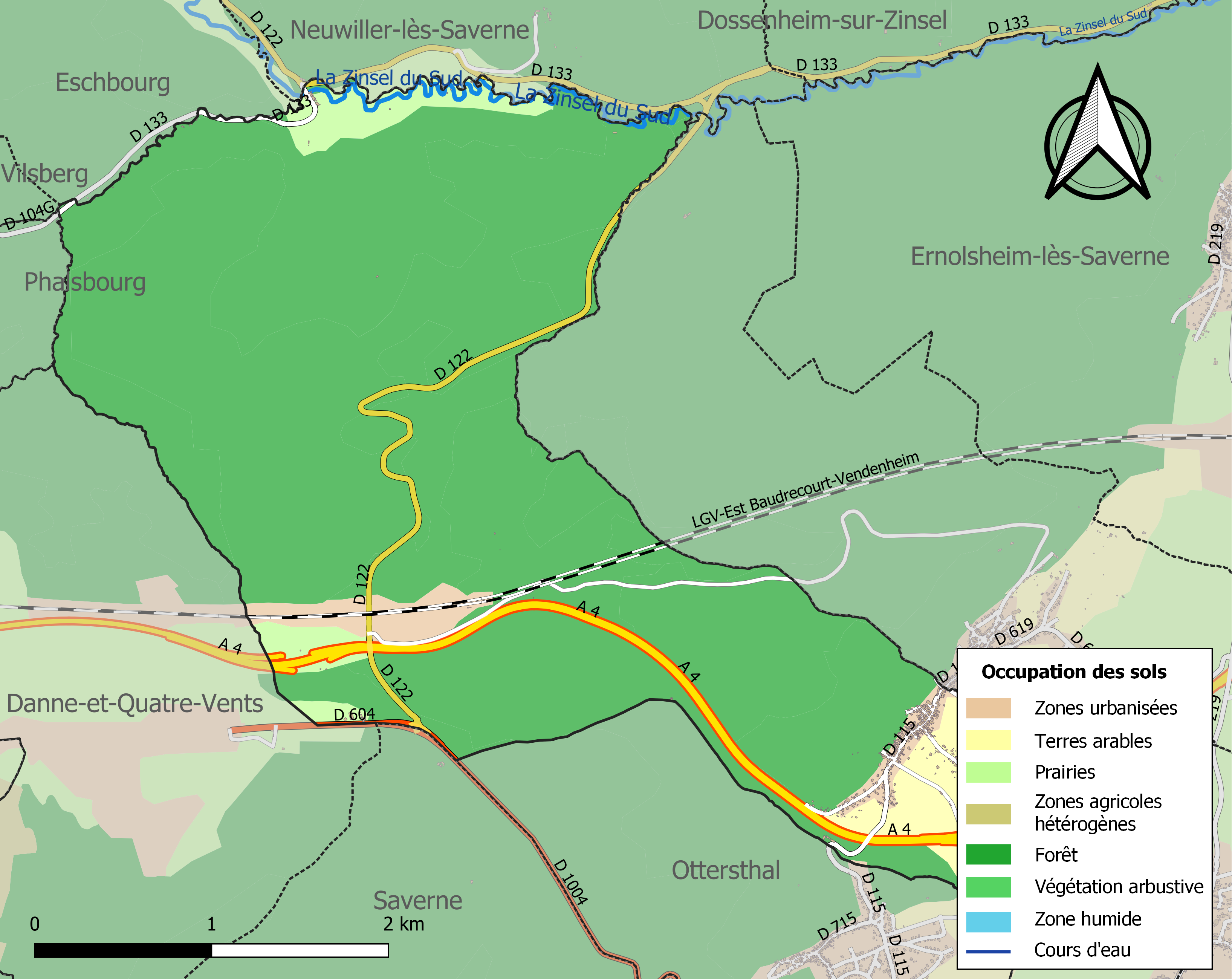
Carte des infrastructures et de l'occupation des sols de la commune en 2018 (CLC).

### Lieux-dits, hameaux et écarts
- Oberhof (hameau en partie sur le ban de Neuwiller-lès-Saverne).

### Voies de communications et transports

#### Voies routières
La commune est traversée par l'autoroute A4 (Paris-Strasbourg).

#### Transports en commun
- Transports en Alsace.
- Fluo Grand Est.

##### SNCF

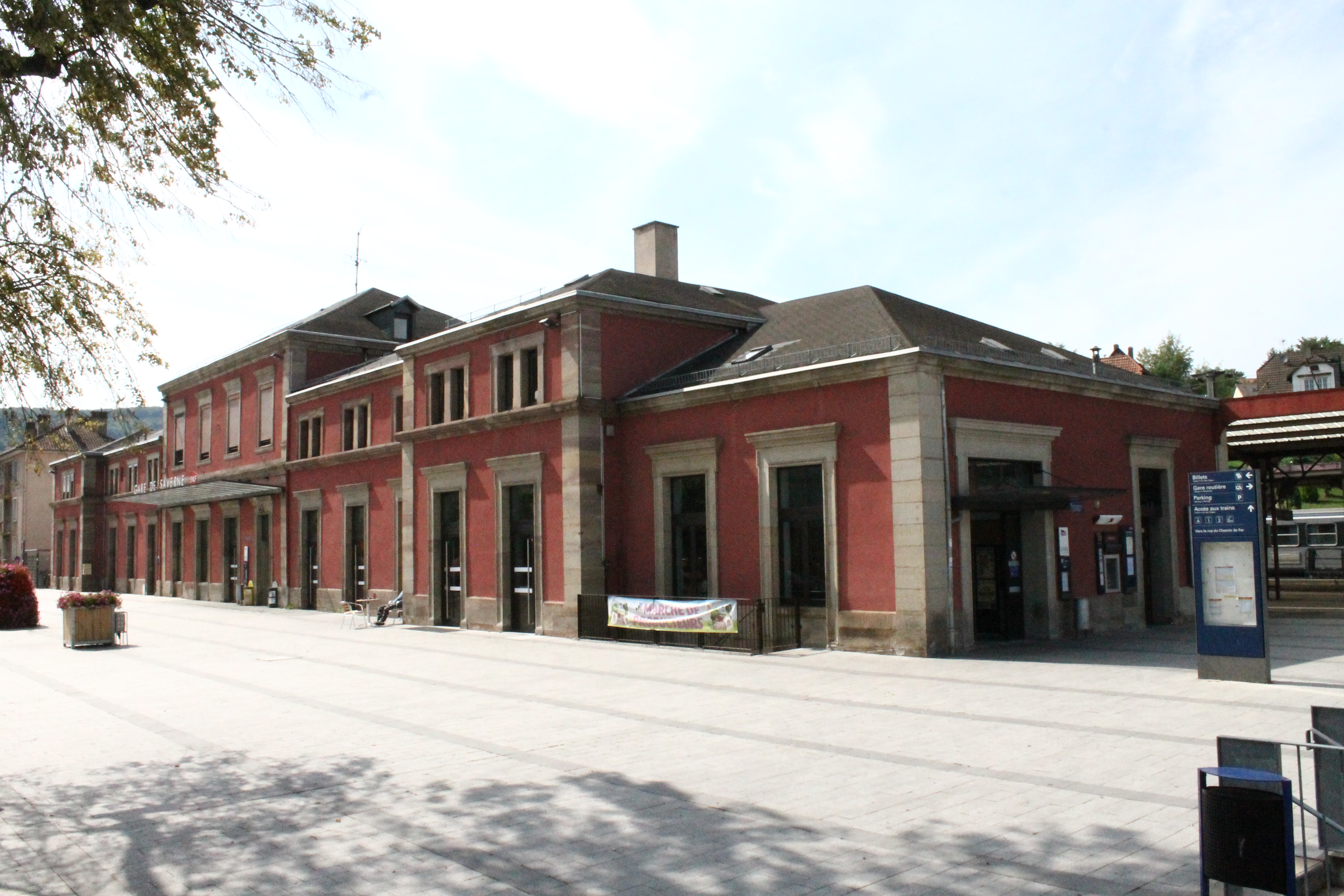
Gare de Saverne.

La partie non habitée de la commune, dans les Vosges, est traversée en souterrain par le tunnel ferroviaire de Saverne sur la LGV Est.
- Gare de Saverne,
- Gare de Steinbourg,
- Gare de Dettwiller,
- Gare de Lutzelbourg.

### Ouvrages
Tubes
- La commune est traversée par deux gazoducs de GRTgaz :
  - un de 200 mm de diamètre, à 67,7 bars de pression ;
  - un de 125 mm à 48 bars de pression.
- Elle est également traversée par l'oléoduc de défense commune créé pour les besoins de l'OTAN durant la guerre froide, de 273 mm de diamètre, et à 73,5 bars de pression.

## Toponymie
Eckartsviller (1793), Eckartsweiler (1801).

## Histoire
En 1126, c'est le comte Pierre de Lutzelbourg qui fait don du ban de Eggoltswiller (le nom du village en ce temps) à l'Abbaye Saint-Jean-Baptiste de Saint-Jean-Saverne.

Au fil des siècles, la localité a eu plusieurs seigneurs, en 1700 elle appartient à l'évêque de Strasbourg qui la cède de nouveau à l'abbaye en 1718.
Comme nombre de communes de la région, Eckartswiller a souffert du passage de troupes militaires aux XIVe et XVe siècles et durant la guerre de Trente Ans, où environ 230 habitants se sont réfugiés à Saverne en 1622.
En 1674, 19 maisons ont été entièrement brûlées et les 33 autres restantes furent endommagées.

## Politique et administration
| Période                                  | Période                   | Identité                                           | Étiquette | Qualité      |
| ---------------------------------------- | ------------------------- | -------------------------------------------------- | --------- | ------------ |
| Les données manquantes sont à compléter. |                           |                                                    |           |              |
|                                          | 2001                      | Ruhard                                             |           |              |
| 2001                                     | 2008                      | Arsène Joseph                                      |           |              |
| mars 2008                                | En cours (au 31 mai 2020) | Jean-Jacques Jundt, Réélu pour le mandat 2020-2026 |           | Ancien cadre |

### Budget et fiscalité 2023
En 2023, le budget de la commune était constitué ainsi :
- total des produits de fonctionnement : 349 000 €, soit 805 € par habitant ;
- total des charges de fonctionnement : 275 000 €, soit 635 € par habitant ;
- total des ressources d'investissement : 96 000 €, soit 222 € par habitant ;
- total des emplois d'investissement : 88 000 €, soit 203 € par habitant ;
- endettement : 116 000 €, soit 268 € par habitant.

Avec les taux de fiscalité suivants :
- taxe d'habitation : 9,06 % ;
- taxe foncière sur les propriétés bâties : 22,87 % ;
- taxe foncière sur les propriétés non bâties : 63,70 % ;
- taxe additionnelle à la taxe foncière sur les propriétés non bâties : 0,00 % ;
- cotisation foncière des entreprises : 0,00 %.

Chiffres clés Revenus et pauvreté des ménages en 2021 : médiane en 2021 du revenu disponible, par unité de consommation : 25 710 €.

### Enseignement
Établissements d'enseignements :
- Écoles maternelles et primaires à Danne-et-Quatre-Vents, Ottersthal, Eschbourg, Phalsbourg, Saverne,
- Collèges à Phalsbourg, Saverne,
- Lycées à Phalsbourg, Saverne.

### Santé
Professionnels et établissements de santé :
- Médecins à Monswiller, Saverne, Steinbourg, Dossenheim-sur-Zinsel, Gottenhouse, Otterswiller, Phalsbourg,
- Pharmacies à Monswiller, Saverne, Steinbourg, Phalsbourg, Neuwiller-lès-Saverne, Lutzelbourg,
- Hôpitaux à Saverne, Phalsbourg, Reutenbourg, Ingwiller, Niderviller, Sarrebourg.

### Cultes
- Culte protestant[42].
- Culte catholique. L'église de Eckartswiller[43] est rattachée à la communauté de paroisses Piémont de St Michel dans la zone pastorale de Saverne. Diocèse de Strasbourg.

## Population et société

### Démographie

#### Évolution démographique
L'évolution du nombre d'habitants est connue à travers les recensements de la population effectués dans la commune depuis 1793. Pour les communes de moins de 10 000 habitants, une enquête de recensement portant sur toute la population est réalisée tous les cinq ans, les populations de référence des années intermédiaires étant quant à elles estimées par interpolation ou extrapolation. Pour la commune, le premier recensement exhaustif entrant dans le cadre du nouveau dispositif a été réalisé en 2006.

En 2022, la commune comptait 421 habitants, en évolution de −0,94 % par rapport à 2016 (Bas-Rhin : +3,17 %, France hors Mayotte : +2,11 %).
| 1793 | 1800 | 1806 | 1821 | 1831 | 1836 | 1841 | 1846 | 1851 |
| ---- | ---- | ---- | ---- | ---- | ---- | ---- | ---- | ---- |
| 420  | 483  | 469  | 518  | 578  | 594  | 543  | 588  | 592  |

| 1856 | 1861 | 1866 | 1871 | 1875 | 1880 | 1885 | 1890 | 1895 |
| ---- | ---- | ---- | ---- | ---- | ---- | ---- | ---- | ---- |
| 570  | 605  | 618  | 585  | 571  | 567  | 575  | 581  | 530  |

| 1900 | 1905 | 1910 | 1921 | 1926 | 1931 | 1936 | 1946 | 1954 |
| ---- | ---- | ---- | ---- | ---- | ---- | ---- | ---- | ---- |
| 528  | 541  | 513  | 470  | 491  | 494  | 496  | 491  | 439  |

| 1962 | 1968 | 1975 | 1982 | 1990 | 1999 | 2006 | 2011 | 2016 |
| ---- | ---- | ---- | ---- | ---- | ---- | ---- | ---- | ---- |
| 473  | 421  | 439  | 470  | 469  | 452  | 475  | 435  | 425  |

| 2021 | 2022 | - | - | - | - | - | - | - |
| ---- | ---- | - | - | - | - | - | - | - |
| 425  | 421  | - | - | - | - | - | - | - |

## Économie

### Entreprises et commerces

#### Agriculture
- Une exploitation agricole (élevage bovin) est en activité route de Monswiller, à proximité de Saint-Jean-Saverne.
- Élevage d'autres animaux.
- Culture de fruits à pépins et à noyau.

#### Tourisme
- Deux restaurants subsistent, l’un est situé en bordure de la RD 1004 (ex-RN 4) vers Danne-et-Quatre-Vents, l’autre se trouve au lieu-dit Oberhof en bordure de la Zinsel au croisement des routes D 104 et D 133.
- Chambres d'hôtes, Gîtes ruraux à Saint-Jean-Saverne, Monswiller.
- Hôtels à Saverne.

#### Commerces
- Commerces et services de proximité[47].

Les petits commerces (boucher, boulanger, épicerie) ont fermé dans les années 1990 vu la proximité de Saverne. Ils ont été suppléés par un boulanger et un boucher ambulants.
- La commune compte également des commerces qui desservent l'aire d'autoroute de Saverne-Eckartswiller, située des deux côtés de l'autoroute A4.

## Culture locale et patrimoine

### Lieux et monuments

Galerie
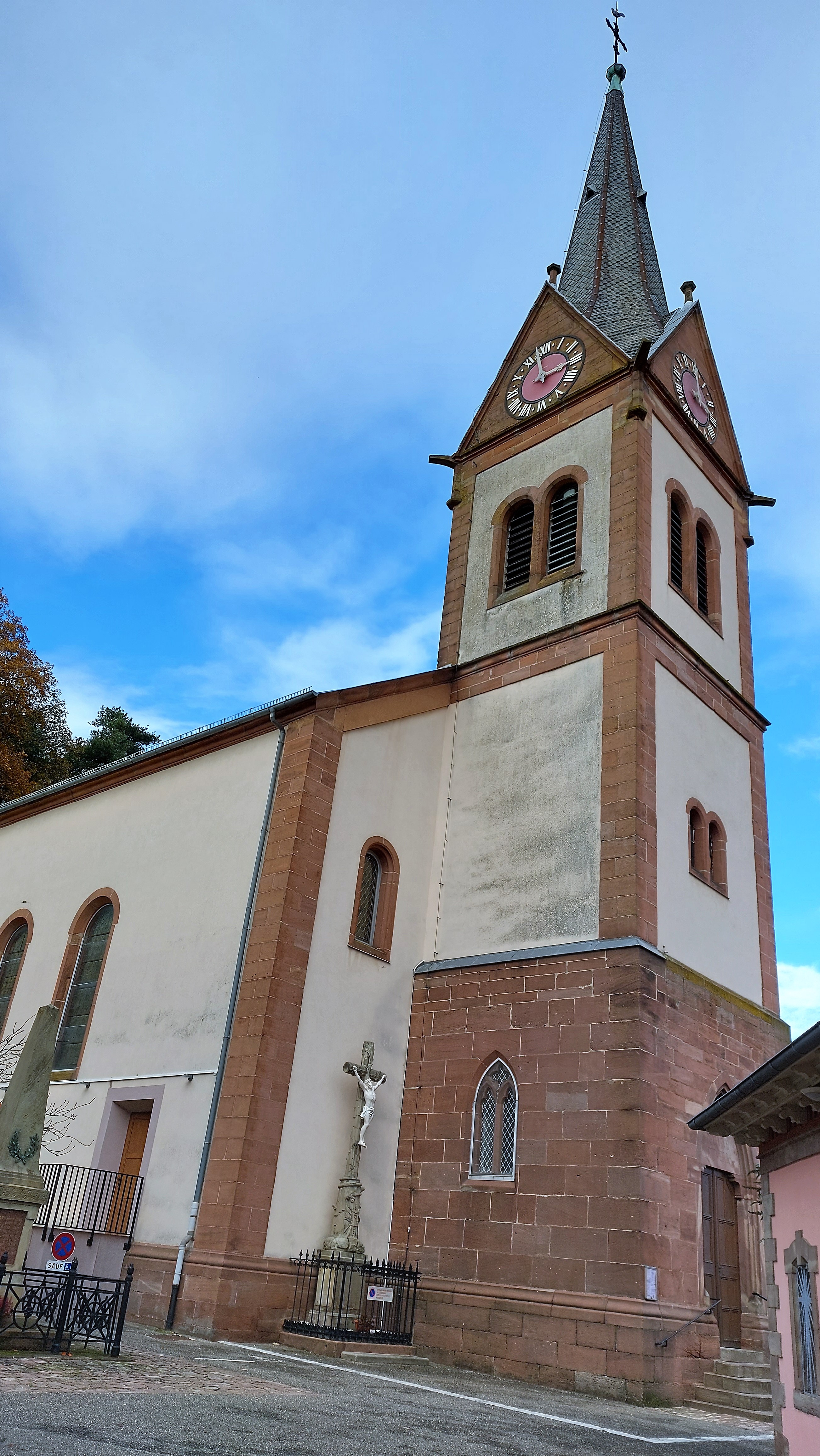
Église Sainte-Apollonie.
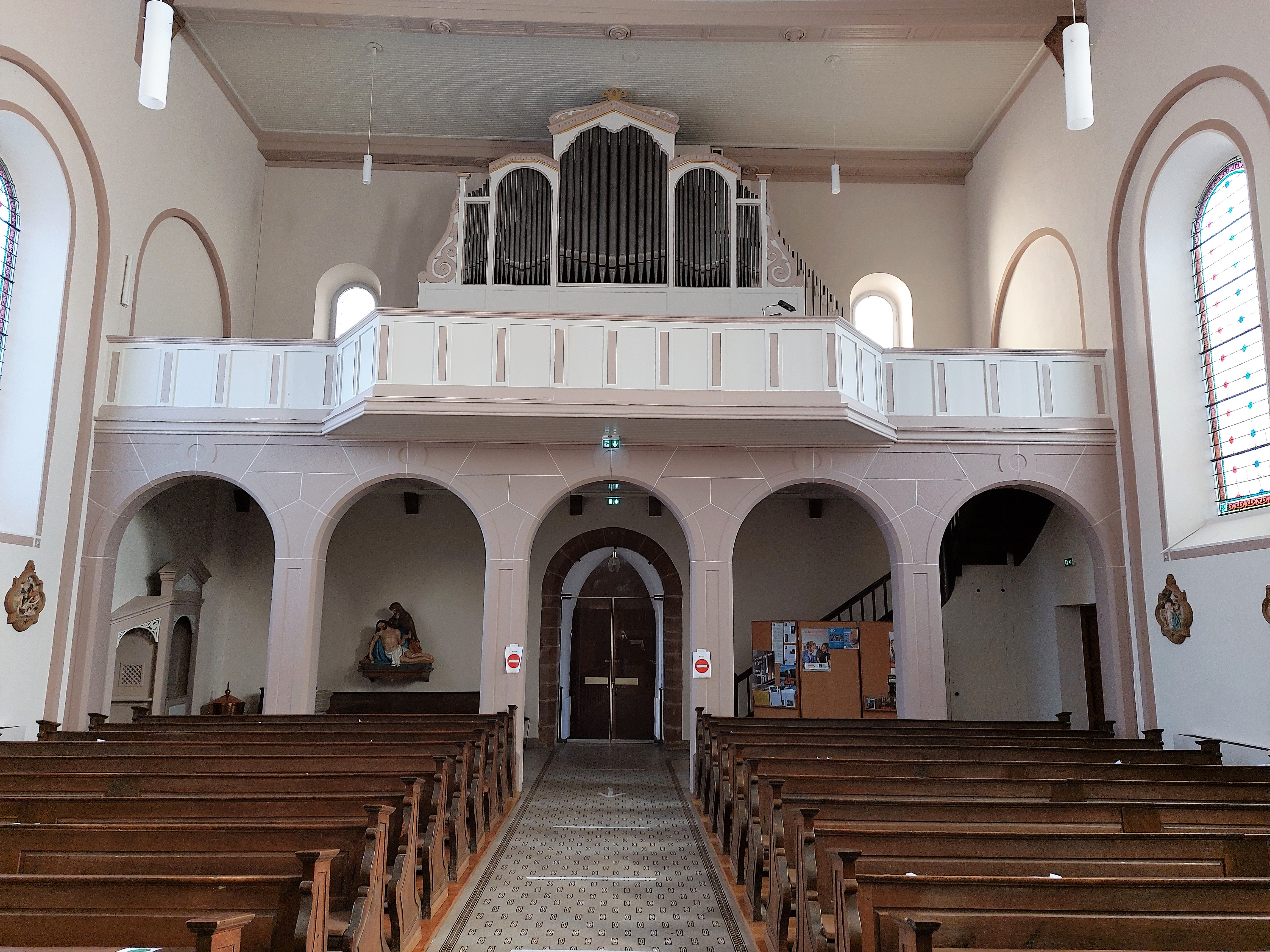
Orgue sur tribune.
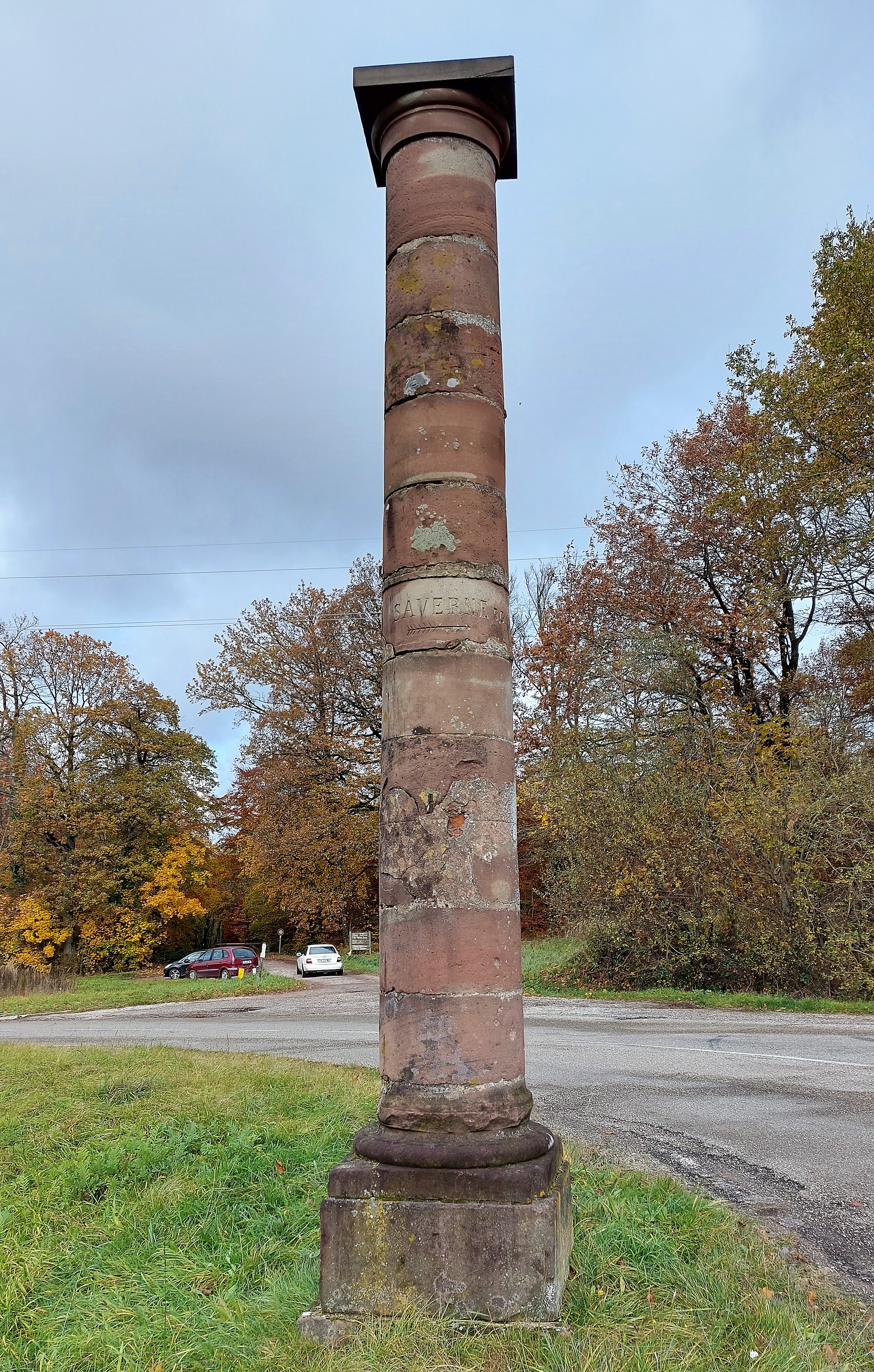
Colonne directrice.
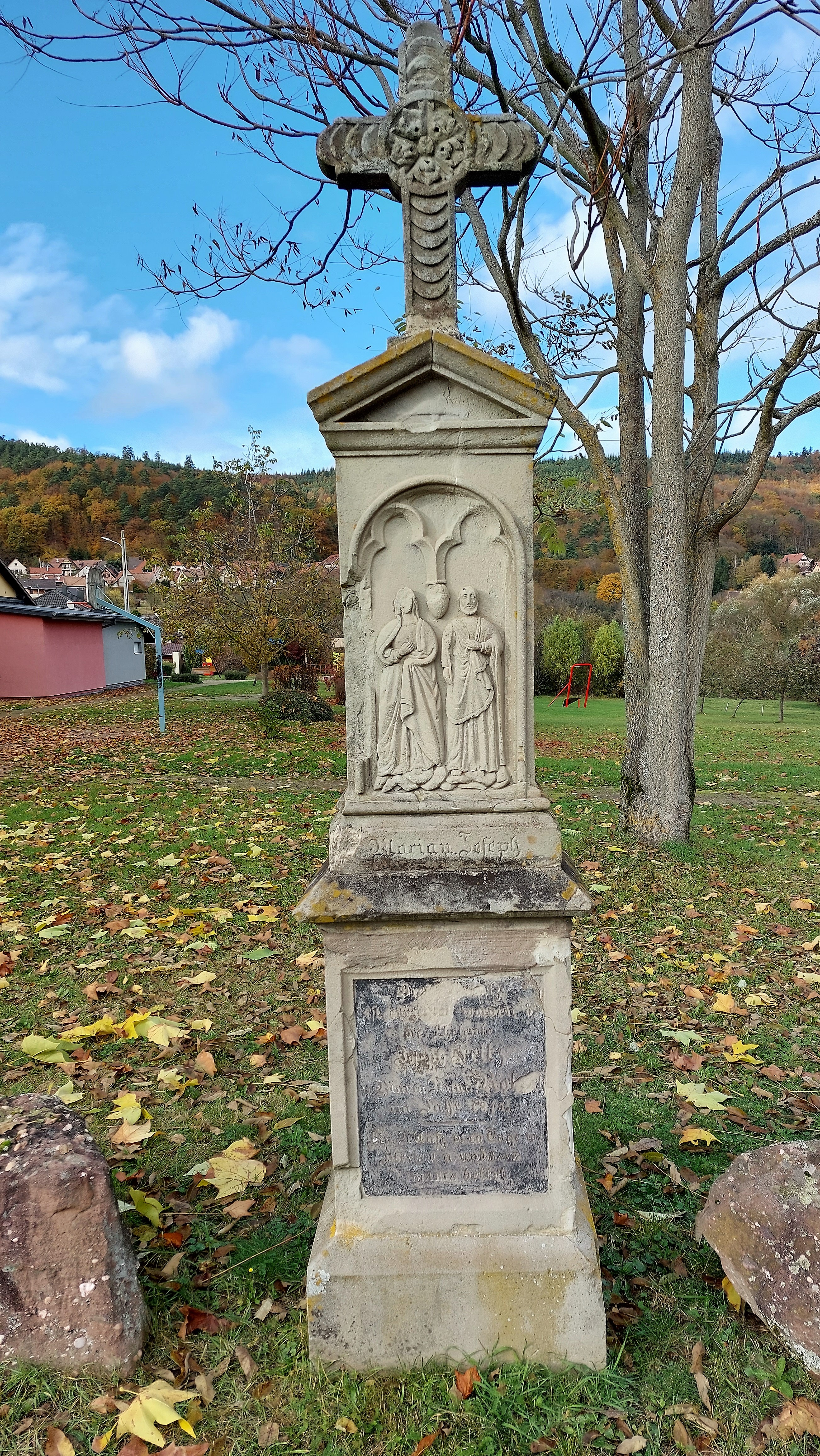
Calvaire.
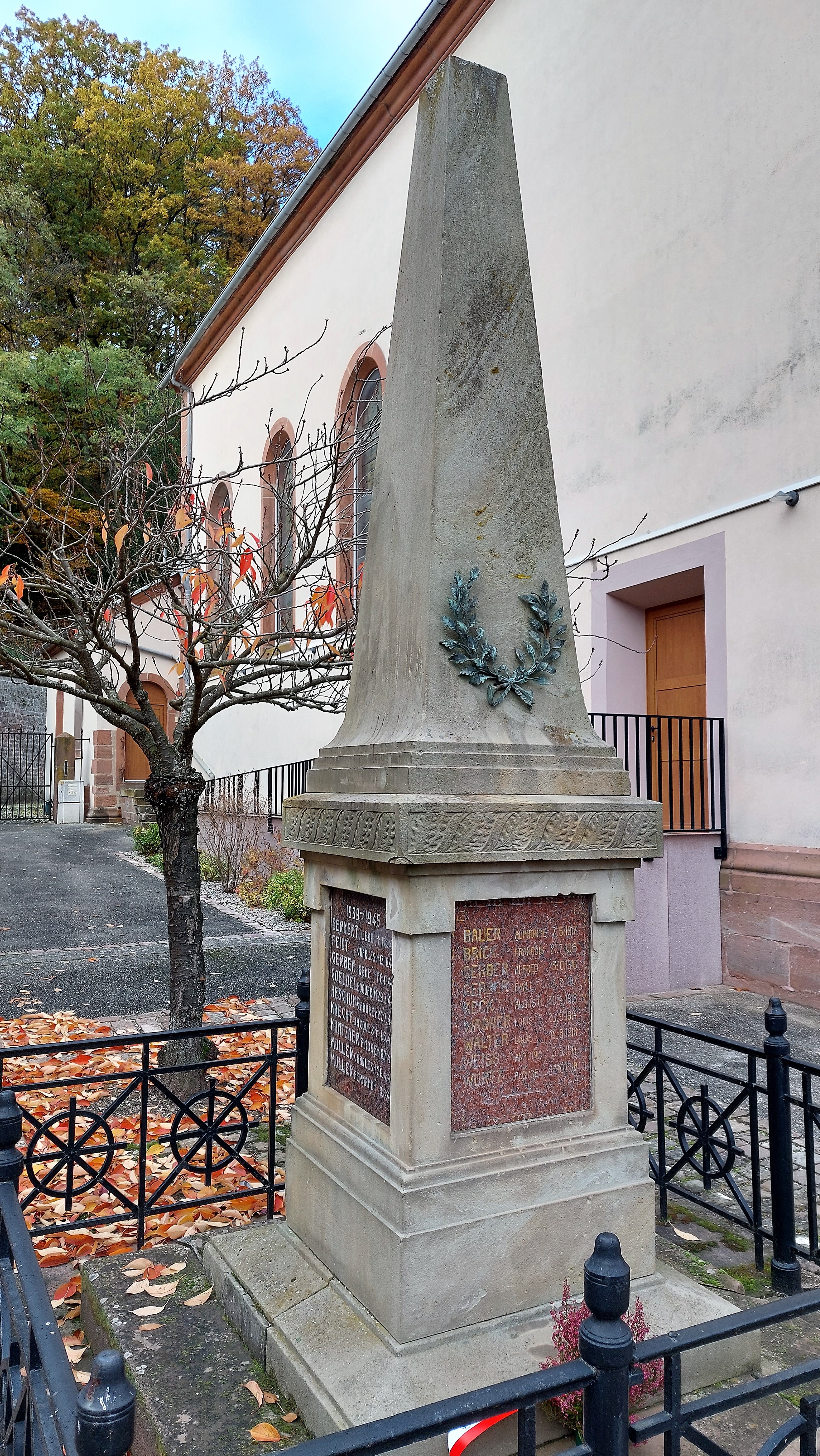
Monument aux morts.

Patrimoine religieux :
- Église paroissiale Saint-Barthélémy[48],[49],[50].

3 verrières à personnages (baies 0 à 2).
Autel, gradin d'autel, retable, tableau, 4 statues,.
Bénitiers,.
Statue saint Sébastien.
Calices,.
Cloche dite Heidenglöckel,.
Orgue Roethinger Edmond Alexandre (facteur d'orgues),.
Monuments funéraires,.
- La grotte de Lourdes[65] est située derrière l'église et en hauteur dans la forêt. On y accède via un sentier qui prend son départ par un escalier à côté de la mairie. Elle date de 1938 et a été construite juste avant la guerre sous l'influence du curé de l'époque, Alphonse Iselé qui a officié pendant 24 ans. Après sa construction, le chapelet y était récité au mois de mai. Une procession avec la musique municipale et le corps des sapeurs-pompiers locaux, avait lieu en mai et le 15 Août. Les pompiers assuraient l'entretien tandis que les dames s'occupaient du fleurissement.
- Il y a également deux oratoires à Eckartswiller : l'oratoire du Sacré-Cœur[66] ainsi que l'oratoire Saint-Urban[67] au sud de la commune, l'un rue de la Chapelle et l'autre route de Monswiller[68],[69].
- Croix de chemin[70],[71],[72],[73],[74],[75].

Autres patrimoines :
- Le bourg principal est surplombé par les Vosges du Nord, au lieu-dit les Roches plates, qui sont un rocher d'escalade important et bien équipé[76],[77].
- Maison de Tonnelier[78].
- Maison forestière Wolfenhutte[79].
- Maison aux Dîmes[80].
- De même, la colonne monumentale[81] est située entre le col de Saverne et l'entrée de Danne-et-Quatre-Vents ; elle date du XVIIIe siècle, elle est faite en grès rose et mesure environ 6 mètres de haut, des inscriptions kilométriques sont gravées sur l'édifice[82].
- Établissement gallo-romain.

La crête du Rothbach, sur la partie du territoire de la commune se trouvant dans la forêt indivise de Saint-Jean-Saverne est occupée par un établissement gallo-romain découvert en 1997, bien que sa présence était soupçonnée depuis les années 1980.
Composé d’une carrière, d’une zone d’habitat et d’une nécropole, l’établissement a été fondé au IIe siècle et a été abandonné dans la seconde moitié du IIIe siècle, probablement en raison de l’effondrement des échanges commerciaux en cette période de troubles. Déjà endommagé lors la tempête Lothar en 1999, le site a été partiellement détruit par les travaux du tunnel de Saverne.

### Héraldique, logotype et devise
Eckartswiller présente d’après « l'Armorial de la Généralité d'Alsace (1861 p. 56) », dans ses armoiries, l'apôtre et Saint-patron de l’église, Saint-Barthélemy avec un couteau à la main droite. Le tout d'or sur fond bleu.
Ensuite, le blason a changé au cours de l'histoire. Ludwig   Schoenhaupt   dessina   dans   ses   Blasons   des   Communautés d’Alsace sur  la  planche  82  pour Eckartswiller,  une armoirie montrant une demi-lune argentée et trois étoiles dorées sur fond rouge. Pour   Zittersheim   et   Sparsbach,   il   représenta   (planche   72)   le   même   blason. Apparemment,  l'auteur  de  l'écusson  d’Eckartswiller  a  confondu  avec  Erckartswiller, situé  près  des  deux  villages  susmentionnés  du  canton  de  Lützelstein  (La  Petite-Pierre).
| Blason de Eckartswiller | Blason  | D'or au croissant versé de gueules accompagné de trois étoiles du même. |
| Blason de Eckartswiller | Détails | Erckartsweiler, Zittersheim et Sparsbach appartenaient auparavant à la règle «leiningischen d’Oberbronn" et possédaient d’après l'armoirie un blason commun. Pour les plus perspicaces, encore deux anomalies à signaler : le croissant de lune sur les armoiries actuelles est en couleur Or et le fond Jaune alors que selon l'Armoirial de la Généralité d'Alsace qui fait foi cette lune est Argenté et le fond rouge<. |